# Al-Hurajszijja
Al-Hurajszijja – wieś w Syrii, w muhafazie Al-Hasaka. W 2004 roku liczyła 523 mieszkańców.